# Waldport
Waldport es una ciudad ubicada en el condado de Lincoln en el estado estadounidense de Oregón. En el año 2000 tenía una población de 3,472 habitantes y una densidad poblacional de 618 personas por km².

## Geografía
Waldport se encuentra ubicada en las coordenadas 44°25′36″N 124°4′7″O / 44.42667, -124.06861.

## Demografía
Según la Oficina del Censo en 2000 los ingresos medios por hogar en la localidad eran de $33,301 y los ingresos medios por familia eran $38,571. Los hombres tenían unos ingresos medios de $29,904 frente a los $22,071 para las mujeres. La renta per cápita para la localidad era de $15,939. Alrededor del 17.3% de la población estaban por debajo del umbral de pobreza.